# Sanne Keizer
Sanne Keizer (Doetinchem, 6 febbraio 1985) è una giocatrice di beach volley olandese.

## Biografia
Ha debuttato nel circuito professionistico internazionale il 11 giugno 2003 a Rodi, in Grecia, in coppia con Merel Mooren piazzandosi in 41ª posizione. L'8 maggio 2011 ha ottenuto la sua prima vittoria in una tappa del World tour a Shanghai, in Cina, insieme a Marleen van Iersel. Nel massimo circuito FIVB ha trionfato per due volte sempre in coppia con Marleen van Iersel.
Ha preso parte all'edizione dei Giochi olimpici di Londra 2012, occasione in cui si è classificata in nona posizione insieme a Marleen van Iersel.
Ha preso parte altresì a cinque edizioni dei campionati mondiali ottenendo come miglior risultato il quinto posto a Stavanger 2009 con Marleen van Iersel.
Ha vinto inoltre la medaglia d'oro ai campionati europei a L'Aia 2012, sempre insieme a Marleen van Iersel.
Nei campionati iridati giovanili ha conquistato una medaglia d'oro ai mondiali giovani a Xylokastro 2002 con Arjanne Stevens.
A livello europeo, sempre nelle categorie giovanili, può vantare una medaglia d'argento nella categoria giovani a Illičívs'k 2002 con Arjanne Stevens.

## Palmarès
Campionati europei
- 1 oro: a L'Aia 2012

Campionati mondiali giovani
- 1 oro: a Xylokastro 2002

Campionati europei giovani
- 1 argento: a Illičívs'k 2002

World tour
- 6 podi: 2 primi posti, 1 secondo posto e 3 terzi posti

=World tour - vittorie=
| Data           | Località  | Nazione | in coppia con      |
| -------------- | --------- | ------- | ------------------ |
| 8 maggio 2011  | Shanghai  | Cina    | Marleen van Iersel |
| 22 maggio 2011 | Mysłowice | Polonia | Marleen van Iersel |